# Rzav
Der Rzav (kyrillisch Рзав) ist ein rechter Nebenfluss der Drina im äußersten Osten von Bosnien und Herzegowina. Er entsteht aus den im Westen Serbiens entspringenden Quellflüssen Beli Rzav („Weißer Rzav“) und Crni Rzav („Schwarzer Rzav“) und mündet in Višegrad in die Drina.
Weitere gebräuchliche Bezeichnungen für den vereinigten Fluss sind Veliki Rzav („Großer Rzav“) oder Zlatiborski Rzav („Rzav aus dem Zlatibor“).

## Verlauf

### Beli Rzav
Der rechte Quellfluss des Rzav entspringt im Westen des serbischen Nationalparks Tara am Osthang des Zvijezda-Gebirges. Die Quelle liegt südlich der Stadt Bajina Bašta. Beim Dorf Zaovine wird das Flüsschen zur Energiegewinnung aus Wasserkraft angestaut. Der Beli Rzav verläuft dann westlich des 1544 m hohen Zborište-Massivs zunächst in südlicher Richtung, bevor er sich bei Kotroman nach Westen wendet und die bosnische Grenze passiert.
Der Beli Rzav hat eine Länge von 23 km und ein Einzugsgebiet von 205 km².

### Crni Rzav
Der längere linke Quellfluss entsteht im zentralen Teil des Zlatibor-Gebirges in der Nähe von Čajetina am Berg Čigota. Im Zlatibor wird auch er zu einem Reservoir angestaut, dem 10 km² großen Ribnica-Stausee. Der Crni Rzav verläuft dann in engen, tiefen Tälern in westlicher Richtung und überquert die bosnische Grenze bei Gornje Vardište. Dort mündet der Fluss Jablanica von links ein, bevor sich der Crni Rzav bei Donje Vardište mit dem Beli Rzav vereinigt.

### Rzav
Der vereinigte Rzav fließt hinter Vardište durch tief eingeschnittene Schluchten weiter in westlicher Richtung und erreicht zunächst den Ort Dobrun, der für sein Kloster bekannt ist. Hinter Dobrun öffnet sich das Tal zu einer schmalen, landwirtschaftlich nutzbaren Ebene zwischen den Gebirgen Zvijezda und Suha gora (Varda). In Višegrad mündet der Fluss in die Drina; die Stadt liegt auf einer Landzunge zwischen beiden Gewässern.
Der Schwarze und der vereinigte Rzav haben insgesamt eine Länge von 72 km und ein Einzugsgebiet von 605 km². Der Rzav zählt zum Einzugsgebiet des Schwarzen Meeres und ist auf gesamter Länge nicht schiffbar.

## Verkehr
Das Tal des Rzav stellt in diesem Gebiet den wichtigsten historischen Verkehrskorridor zwischen Bosnien und Serbien dar. Schon im Osmanischen Reich verlief die Straßenverbindung zwischen Istanbul und dem regionalen Zentrum Sarajevo durch die Rzav-Schlucht; später wurde in Višegrad die Brücke über die Drina erbaut, was die hohe Bedeutung des Verkehrsweges verdeutlicht. 1906 eröffneten die Österreicher die Strecke der Bosnischen Ostbahn (Sarajevo–Vardište) entlang des Rzav und im 20. Jahrhundert erfolgte der Bau der Magistralstraße 5, die wiederum Bosnien und Serbien verbindet.
Mehrere teils verfallene oder komplett zerstörte Wachtürme und Befestigungsanlagen entlang der Rzav-Schlucht zeugen von der Wichtigkeit des Straßenkorridors in verschiedenen Epochen.